# 哈蒂·麦克丹尼尔
哈蒂·麦克丹尼尔（英語：Hattie McDaniel，1893年6月10日—1952年10月26日），美国女演员。曾於1940年第12屆奧斯卡金像獎憑《亂世佳人》獲頒最佳女配角，也是首位獲頒奧斯卡金像獎的美國黑人。